# کرف علیا
کرف، روستایی از توابع بخش مرکزی شهرستان لردگان در استان چهارمحال و بختیاری ایران است.
این روستا یکی از بزرگترین روستاهای شهرستان لردگان می باشد. که اکثریت ساکنین آن متشکل از تیره های خلیلی و مصیری از ایل جلیل بزرگ و جانکی سردسیر می باشند.

## جمعیت
این روستا در دهستان میلاس قرار دارد و براساس سرشماری مرکز آمار ایران در سال ۱۳۹۵، جمعیت آن ۲،۸۷۰ نفر (۳۵۶خانوار) بوده‌است.